# أفونسو بويارت (مخرج ومنتج افلام)
أفونسو بويارت (بالأنجليزية: Afonso Poyart) هو مخرج ومنتج أفلام وكاتب سيناريو برازيلي، انتج العديد من الأفلام باللغتين الأنجليزية والبرتغالية.

## أعماله السينمائية

### افلام
| السنة | أسم الفيلم                    | لغة الفيلم |
| ----- | ----------------------------- | ---------- |
| 2005  | Eu te Darei o Céu (فيلم قصير) | البرتغالية |
| 2012  | 2 Coelhos                     | البرتغالية |
| 2015  | Solace                        | الأنجليزية |
| 2016  | Mais Forte que o Mundo        | البرتغالية |

### مسلسلات
| Year | Title         | Language   |
| ---- | ------------- | ---------- |
| 2018 | Ilha de Ferro | البرتغالية |